# Chochlik (istota)

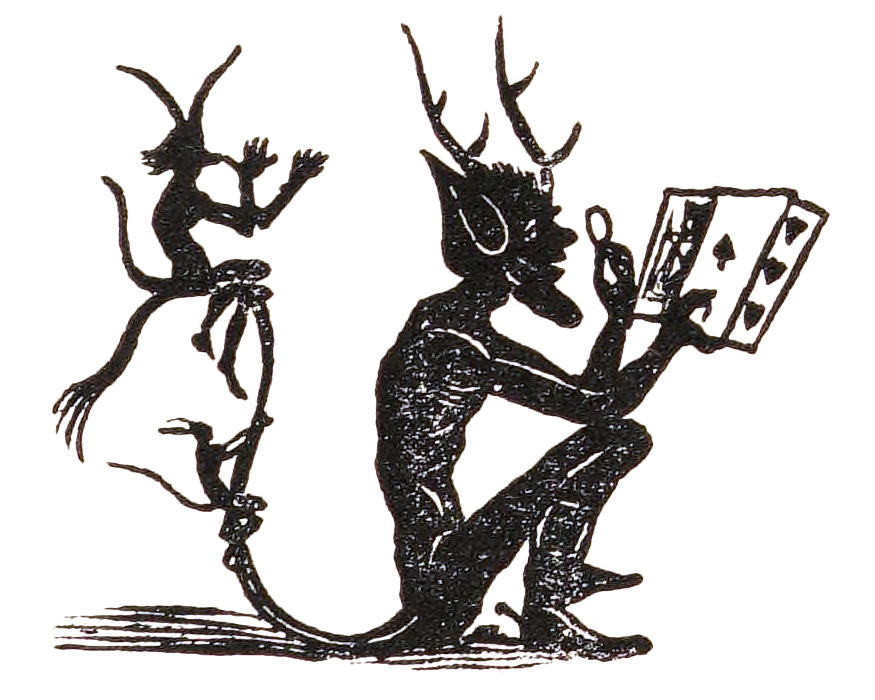
Ilistracja przedstawiająca chochliki (ok. 1838)

Chochlik (starop. chochoł – czub na głowie) – w podaniach ludowych z ziem polskich i litewskich złośliwy lub psotny duszek; według Bronisława Trentowskiego i Joachima Szyca to słowiańskie bóstwo domowe, przybierające postać kota i pilnujące spiżarni. Rozgniewany mógł tłuc i przewracać sprzęty oraz dokonywać spustoszenia zapasów.